# Friedensgasse 5 und 7 (Weimar)

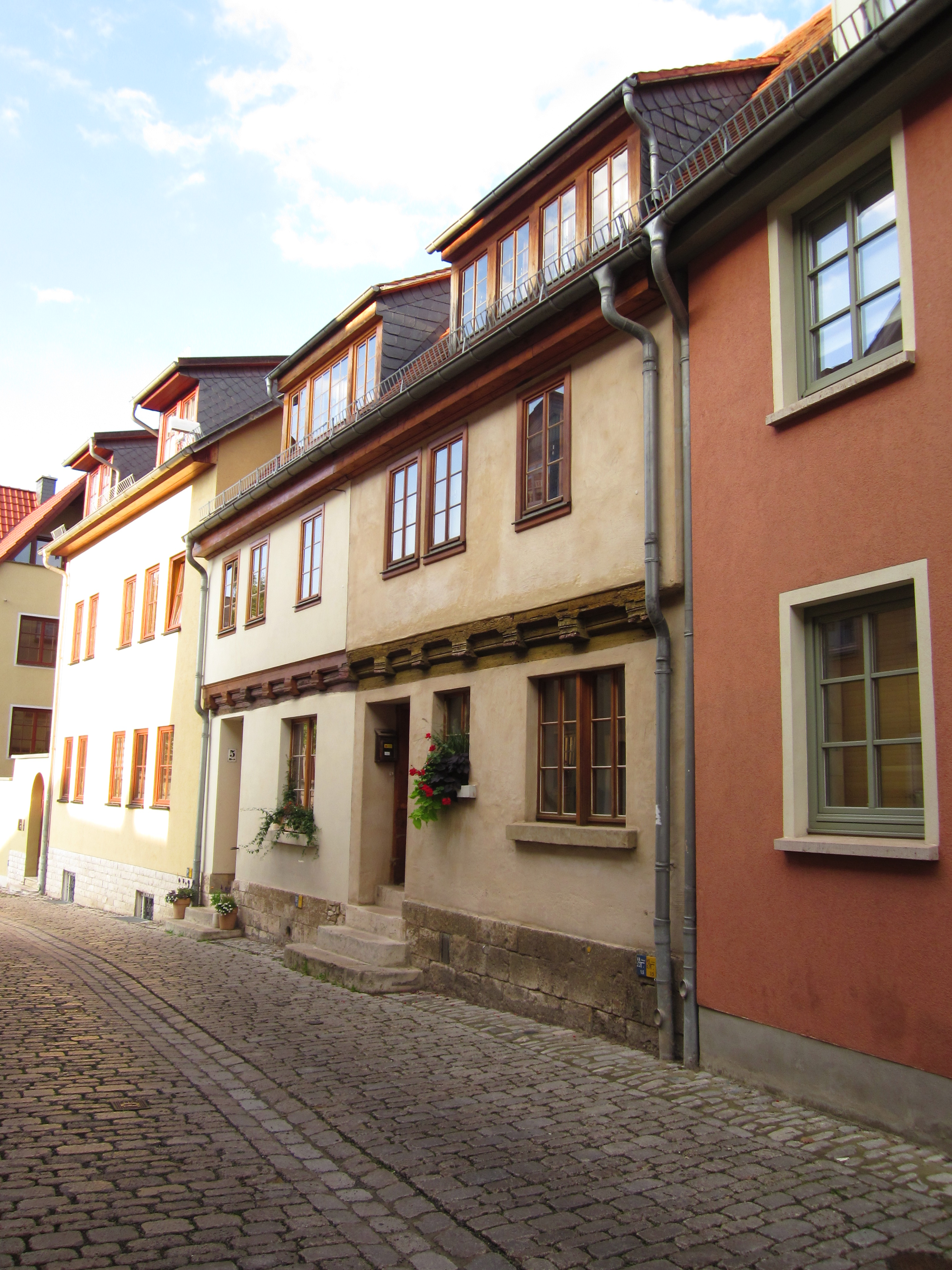
Friedensgasse 5

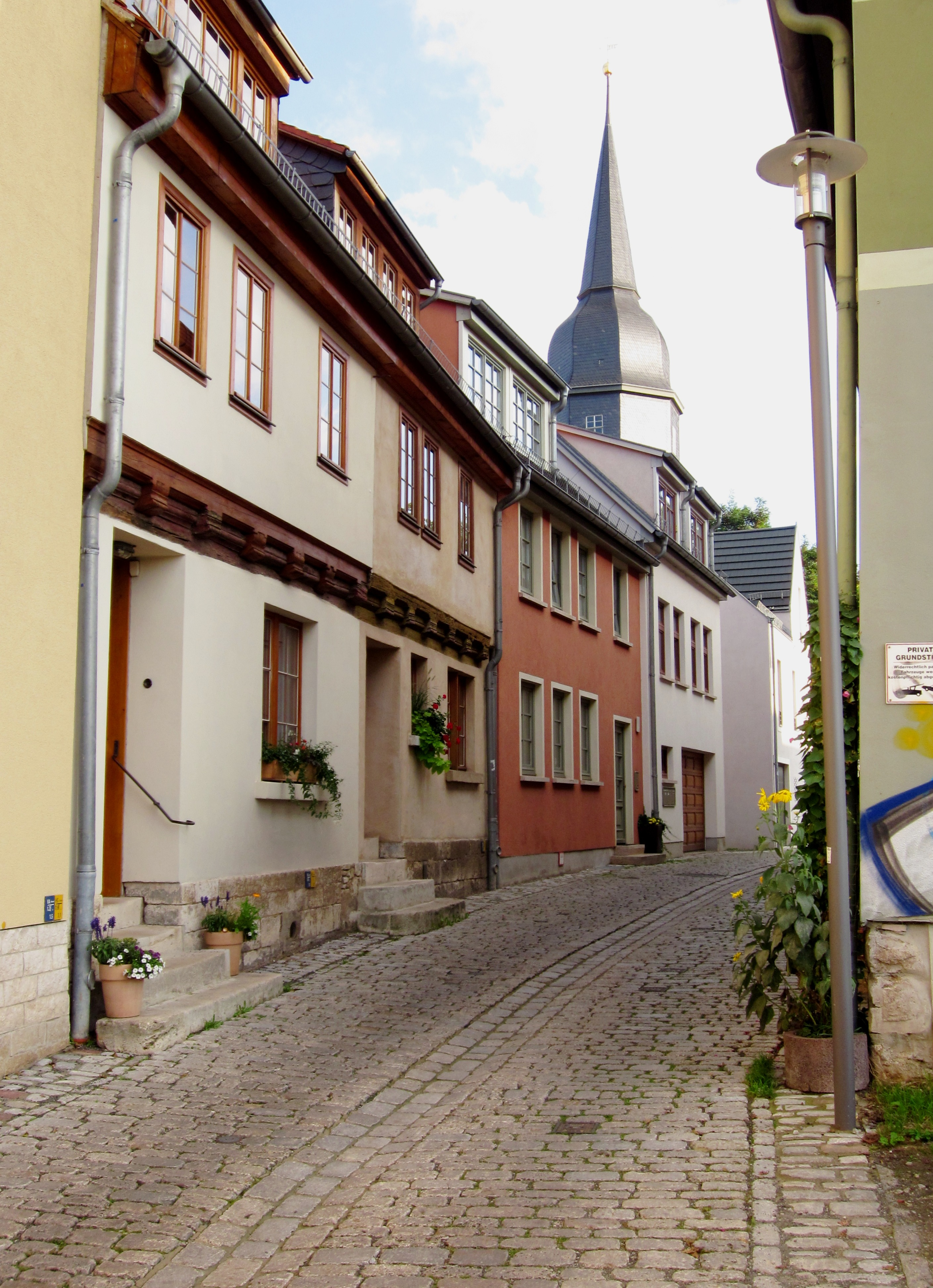
Friedensgasse 7

Die Häuser Friedensgasse 5 und 7 in der Friedensgasse in Weimar weichen von den übrigen Wohnhäusern der Gasse ab. Die Fachwerkhäuser aus dem 16. Jahrhundert sind zweigeschossig mit weißer Putzfassade. Markant sind sie durch ihre auskragenden Holzbalken über dem Erdgeschoss, was in der Stadt einmalig ist. Die traufständigen Gebäude mit Dachgauben sind eigentlich ein Doppelwohnhaus. Die Nachbargebäude waren in der DDR-Zeit abgerissen worden und nach 2000 wiedererrichtet worden. Der Sockelbereich der Gebäude besteht aus Kalkstein. 
Die beiden Gebäude stehen auf der Liste der Kulturdenkmale in Weimar (Einzeldenkmale). Es sind zugleich die einzigen, welche als Einzeldenkmale der Friedensgasse auf der Denkmalliste verzeichnet sind.